# Ушинський заказник
У́шинський зака́зник — лісовий заказник місцевого значення в Україні. Об'єкт природно-заповідного фонду Сумської області. 
Розташований у межах Шосткинського району Сумської області, на південь від села Богданка. 
Площа 104 га. Статус надано згідно з рішенням облвиконкому від 31.12.1980 року № 704. Перебуває у віданні ДП «Шосткинське лісове господарство» (Шосткинське л-во, кв. 30-33). 
Статус надано для збереження та відтворення цінних лісових переважно дубових насаджень. Насадження пов'язані з діяльністю відомого педагога К. Д. Ушинського.